# Xã East Franklin, Quận Armstrong, Pennsylvania
Xã East Franklin (tiếng Anh: East Franklin Township) là một xã thuộc quận Armstrong, tiểu bang Pennsylvania, Hoa Kỳ. Năm 2010, dân số của xã này là 4.082 người.